# Жу Чжицзюань
Жу Чжицзюань (кит. 茹志鹃; 1925—1998) — китайская писательница, мать писательницы Ван Аньи.

## Биография
Родилась в 1925 году в Шанхае, родина её предков — Ханчжоу (административный центр провинции Чжэцзян). Поскольку молодость матери Ван Аньи была неразрывно связана с развитием и становлением Коммунистической партии Китая, большая часть произведений Жу Чжицзюань имеет идеологическую направленность. Ярко выраженный прокоммунистический оттенок этих литературных творений стал основным фактором и гарантом её относительно спокойной жизни, пришедшейся на сложный период истории Китая.
Автобиографическая новелла «Откуда она пришла?» описывает насыщенное событиями детство писательницы. Она была младшей из пятерых детей, которые после смерти матери и исчезновения отца были распределены по многочисленным родственникам. Двухлетнюю Чжицзюань и её старшего брата воспитывала бабушка, доход которой определялся случайными приработками. В поисках работы ей вместе с детьми приходилось многократно переезжать. Девочка сменила несколько школ, среди которых христианско-сиротский приют, давший ей представление о религиозном страхе перед грехом и наказанием. Впечатлением о своем христианском образовании она поделится позже, на страницах собственных произведений. Многочисленные школы научили её главному — читать и писать, а тесное знакомство с литературой стало результатом самообразования. В детстве Чжицзюань тщательным образом изучала роман «Сон в красном тереме» Цао Сюэциня, познакомилась с переводом романа Льва Толстого «Война и мир» и другими классическими произведениями мировой литературы.
Заниматься творчеством Жу Чжицзюань начала в 18 лет, в то время она работала учителем в младших классах, тогда же вышли её первые публикации. Первой публикацией в массовой печати стал рассказ «Жизнь», вышедший в ноябре 1943 гога на страницах газеты «Шэньбао». Недолго проработав в школе, девушка вместе с братьями уезжает в провинцию Цзянсу, где вступает в отряд пропаганды Новой 4-й армии коммунистов. Там она знакомится с Ван Сяопином. Совместное участие в борьбе против японских захватчиков объединяет молодых людей. В 1944 году состоялось их бракосочетание. В 1947 году Жу Чжицзюань вступила в ряды КПК.
Стремление к творчеству не оставляло Жу Чжицзюань на протяжении всей жизни. В 1955 году она отходит от агитационной работы и становится редактором престижного издания «Ежемесячник литературы и искусства», а через год — и членом Союза писателей Китая. В июне 1958 года в журнале «Народная литература» появляется статья Мао Дуня «О новейших рассказах», в которой он особое внимание уделил рассказу Жу Чжицзюань «Лилии». В частности Мао Дунь писал: «Я считаю, это лучший из нескольких тысяч рассказов, что я прочел за последнее время, он единственный оставил чувство удовлетворения от прочтения».
Пик популярности Жу Чжицзюань пришелся на 1950-е годы. Её произведения этого периода описывают 1940-е военные годы, рассказывают об энтузиазме людей в ходе революционной борьбы и национально-освободительной китайско-японской войны, а также о солидарности народных масс с Коммунистической армией Китая. Жу Чжицзюань относилась к творчеству как к орудию партийной пропаганды и агитации, это тоже сыграло на её благо и позволило ей выжить в ходе кампании «Сто цветов и сто школ». Лишь в 1962—1965 годах её произведения подверглись критике за «излишнюю озабоченность» проблемами «маленьких» людей и недостаточную выраженность политической линии. В результате порицанию и осуждению были подвергнуты именно те элементы произведений, которые вызывали восторг у коллег и восхищение у читателей.
В период «культурной революции» Жу Чжицзюань провела несколько лет в деревнях Китая, впрочем, как и многие другие культурные деятели, жившие и творившие в это время. Переломное для страны десятилетие изменило отношение Жу Чжицзюань к жизни. В своей статье «Создание рассказа „Тропинка в степи“ и другое» она писала: «До „культурной революции“ я смотрела на мир искренним, наивным, чистым и простым взглядом, мне все казалось таким прекрасным и требующим воспевания. А после „культурной революции“ мое сознание осложнилось, да и многие вещи в обществе стали какими-то непонятными». После окончания сложного для всей страны периода из-под её пера выходят новые произведения, написанные с уже измененным мироощущением, которые становятся популярными и известными в Китае. В центре рассказов по-прежнему политические проблемы: осуждение содержания «культурной революции», судьбы жертв страшного десятилетия, большие беды «маленьких» людей.
Несмотря на очевидную успешность матери, Ван Аньи говорит о том, что творчество давалось ей нелегко: «…она всегда надеялась сделать произведение лучше, и ещё лучше. Её творческий процесс шел очень мучительно, ей трудно давалось остаться довольной результатом своих трудов». На протяжении всей своей жизни Жу Чжицзюань не меняла жанра своих произведений, она всегда писала рассказы и добилась определенных высот в этой области. В 1981 году в своем интервью гонконгскому журналисту Ли Ли она сказала, что писатели её поколения никогда не обучались свободному творчеству без ограничений или руководств, все литературные работы преследовали какие-либо политические цели или отвечали интересам государственной пропаганды. В 1980-х годах, когда Ван Аньи стала известной в литературных кругах, Жу Чжицзюань, наоборот, стала отходить в тень читательского внимания.